# De Havilland DH.91 Albatross
Il de Havilland DH.91 Albatross era un quadrimotore passeggeri prodotto dall'azienda britannica de Havilland Aircraft Company a struttura in legno, volò per la prima volta il 20 maggio 1937.
Grazie alla struttura leggera ed al profilo aerodinamico l'aereo raggiungeva un peso massimo al decollo inferiore ai 13.400 kg ed aveva eccellenti prestazioni di volo. Per la fusoliera erano utilizzati legno compensato e balsa. Di legno erano anche le ali e l'impennaggio. L'uso della struttura in legno raggiunse con l'Albatross il suo punto più alto.
Questo tipo di costruzione fu usata per il de Havilland DH.98 Mosquito.

## Storia del progetto
Nel 1936, l'Air Ministry britannico emise una specifica, la 36/35, per la fornitura di un aereo postale transatlantico.
La de Havilland incaricò del progetto l'ingegnere A. E. Hagg il quale disegnò un velivolo caratterizzato dal massiccio impiego di legno per la sua struttura, la cui esperienza verrà successivamente utilizzata per realizzare il cacciabombardiere DH.98 Mosquito.
Il primo prototipo venne terminato nei primi mesi del 1937 e portato in volo per la prima volta il 20 maggio dello stesso anno dall'aviosuperfice di Hatfield. Il secondo prototipo si spezzò in due a causa di affaticamento dei materiali durante delle prove di carico ma venne ricostruito ed affidato, assieme al primo, alla Imperial Airways che li utilizzò nelle proprie rotte commerciali.
Benché fosse stato concepito come un aereo postale ne venne realizzata una versione da trasporto di linea con cabina passeggeri da 22 posti a sedere riconoscibili tra loro per l'adozione su quest'ultimo di finestrini ricavati sui lati della fusoliera. La produzione dei successivi 5 modelli di serie furono tutti per il servizio passeggeri.

## Impiego operativo
La prima consegna all'Imperial Airways avvenne nell'ottobre 1938 con DH.91 di linea con cabina passeggeri a 22 posti al quale venne assegnato il soprannome Frobisher. I cinque esemplari di linea operarono sulle rotte da Croydon a Parigi, Bruxelles e Zurigo. Dopo che le prove di volo operativo dei due iniziali prototipi furono completate gli stessi vennero consegnati all'Imperial Airways che li utilizzò nel loro originale ruolo, ovvero come aerei postali a lungo raggio.
Con lo scoppio della seconda guerra mondiale la Royal Air Force ritenne di poter utilizzare i velivoli postali, grazie alla loro autonomia e velocità, per un servizio di corriere tra la Gran Bretagna e l'Islanda, così assegnò gli Albatross al 271 Squadron nel settembre 1940. Entrambi i velivoli rimasero distrutti in incidenti in fase di atterraggio su Reykjavík, il primo, il Faraday, nel 1941 ed il secondo, il Franklin, nel 1942.
I cinque esemplari passeggeri continuarono ad essere utilizzati dall'Imperial Airways (diventata successivamente BOAC) sulle rotte Bristol-Lisbona e Bristol-Shannon.
L'esemplare battezzato Frobisher rimase distrutto dopo un raid aereo effettuato dalla Luftwaffe su Bristol nel 1940, ed altri due in incidenti nella fase di atterraggio, il primo, il Fingal, nel 1940 a Pucklechurch ed il secondo, il Fortuna, nel 1943 all'aeroporto di Shannon. I due aerei superstiti, il Falcon ed il Fiona, vennero demoliti nel settembre 1943.

## Utilizzatori

### Civili
Regno Unito
- British Overseas Airways Corporation
- Imperial Airways

### Militari
Regno Unito
- Royal Air Force
  - No. 271 Squadron RAF